# Deutsch-Luxemburgische Bergwerks- und Hütten-AG

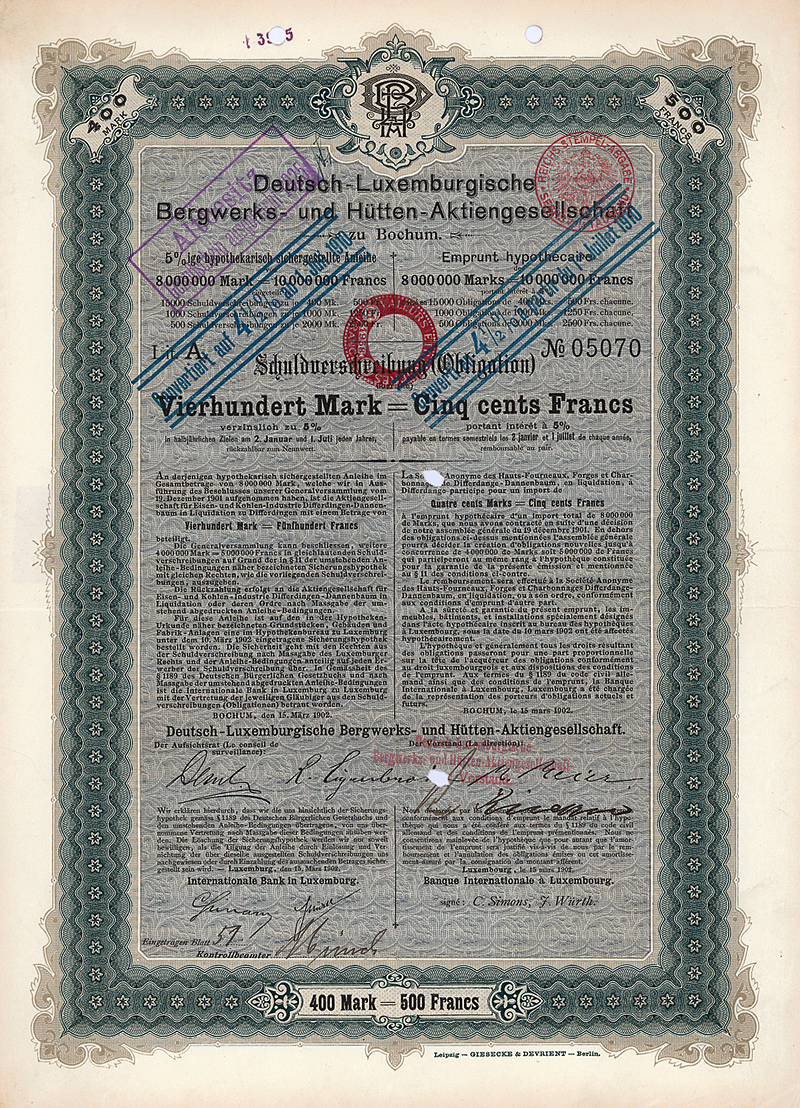
Schuldverschreibung über 400 Mark der Deutsch-Luxemburgischen Bergwerks- und Hütten-AG vom 15. März 1902

Logo der Deutsch-Luxemburgischen Bergwerks- und Hütten-A.-G.

Die Deutsch-Luxemburgische Bergwerks- und Hütten-AG (DL) war einer der größten deutschen vertikal integrierten Montankonzerne zu Beginn des 20. Jahrhunderts. Zuletzt war ihr Sitz in Bochum.
Die DL war einer der Kernpunkte des Firmenimperiums von Hugo Stinnes. Sie wurde 1901 auf Betreiben von Bernhard Dernburg und Hugo Stinnes als Nachfolger des Lothringisch-Luxemburgischen Stahlwerksverbands gegründet und wuchs schnell durch Übernahmen und Fusionen. Durch das starke Expansionstempo war sie stets sehr schwach kapitalisiert und finanzierte sich durch ständige Kapitalerhöhungen und Anleiheemissionen.
Zur DL gehörten die Zechen Dannenbaum, Friederika, Prinz Regent, Friedlicher Nachbar, Baaker Mulde, Hasenwinkel und Julius Philipp. Weitere Kohlenquellen erwarb das Unternehmen durch die Akquisition der Zeche Louise Tiefbau und Zeche Vereinigte Wittwe & Barop in Hombruch 1908, der Dortmunder Union und der Zeche Tremonia 1910 sowie der Saar- und Mosel-Bergwerks-Gesellschaft (1910/1916).
Hochöfen sowie Stahl- und Walzwerke der DL waren in Differdingen (Luxemburg), nach Erwerb der Union in Dortmund sowie nach Abschluss einer Interessengemeinschaft 1911 in Rümelingen und St. Ingbert. Die DL besaß das alleinige Patent zum Vertrieb von Grey-Trägern in Deutschland. Die vertikale Integration wurde auf Betreiben von Stinnes durch die Akquisition verarbeitender Industrieunternehmen noch weiter vorangetrieben. Beispielsweise übernahm die DL 1911 die Nordseewerke.
Die Hugo Stinnes GmbH hatte großen Anteil am Export von DL-Produkten.
Durch die regionale Aufteilung auf verschiedene Bergbaugebiete und Verteilung auf unterschiedliche Standorte war die DL erheblich komplexer organisiert als ihre Wettbewerber – beispielsweise August Thyssens Gewerkschaft Deutscher Kaiser oder die Phönix AG für Bergbau und Hüttenbetrieb –, gleichzeitig war sie aber unanfälliger für regionale Probleme und konnte durch geschicktes Verschieben von Kapazitäten und Kontingenten Vorteile in der durch Syndikate geprägten Wirtschaft des Deutschen Reichs erzielen.
Nach dem Ersten Weltkrieg verlor die DL ihren Besitz in Luxemburg und Lothringen. 1920 schloss sich die DL auf Betreiben von Stinnes und Albert Vögler mit dem Bochumer Verein und der Gelsenkirchener Bergwerks-AG (GBAG) zu einer Interessengemeinschaft unter der Firma Rhein-Elbe-Union GmbH zusammen. Diese wurde ebenfalls noch 1920 unter Beteiligung der Siemens-Unternehmen zur Siemens-Rheinelbe-Schuckert-Union erweitert. Ziel dieser großen vertikalen Trusts war es, zum einen Sozialisierungsbestrebungen in der Weimarer Republik zu unterwandern und zum anderen die aufgrund der politischen und sozialen Lage zu knappen Rohstoffe in einem einzigen Konzern effizient weiterzuverarbeiten und so Synergien zu erzielen und Produktionsausfälle zu verhindern.
1926 gingen die Unternehmen der DL in der Vereinigte Stahlwerke AG auf und wurden später auf die neu gebildete GBAG fusioniert. Der Vorstandsvorsitzende der DL, Albert Vögler, wurde dabei Vorstandsvorsitzender der Vereinigte Stahlwerke AG.

## Erinnerung
Die Deutsch-Luxemburger Straße in Dortmund-Hombruch trägt ihren Namen nach jener Gesellschaft, welche die Kohlegruben und Walzwerke in diesem Stadtteil betrieben hat.